# فرودگاه سرتو ساوت

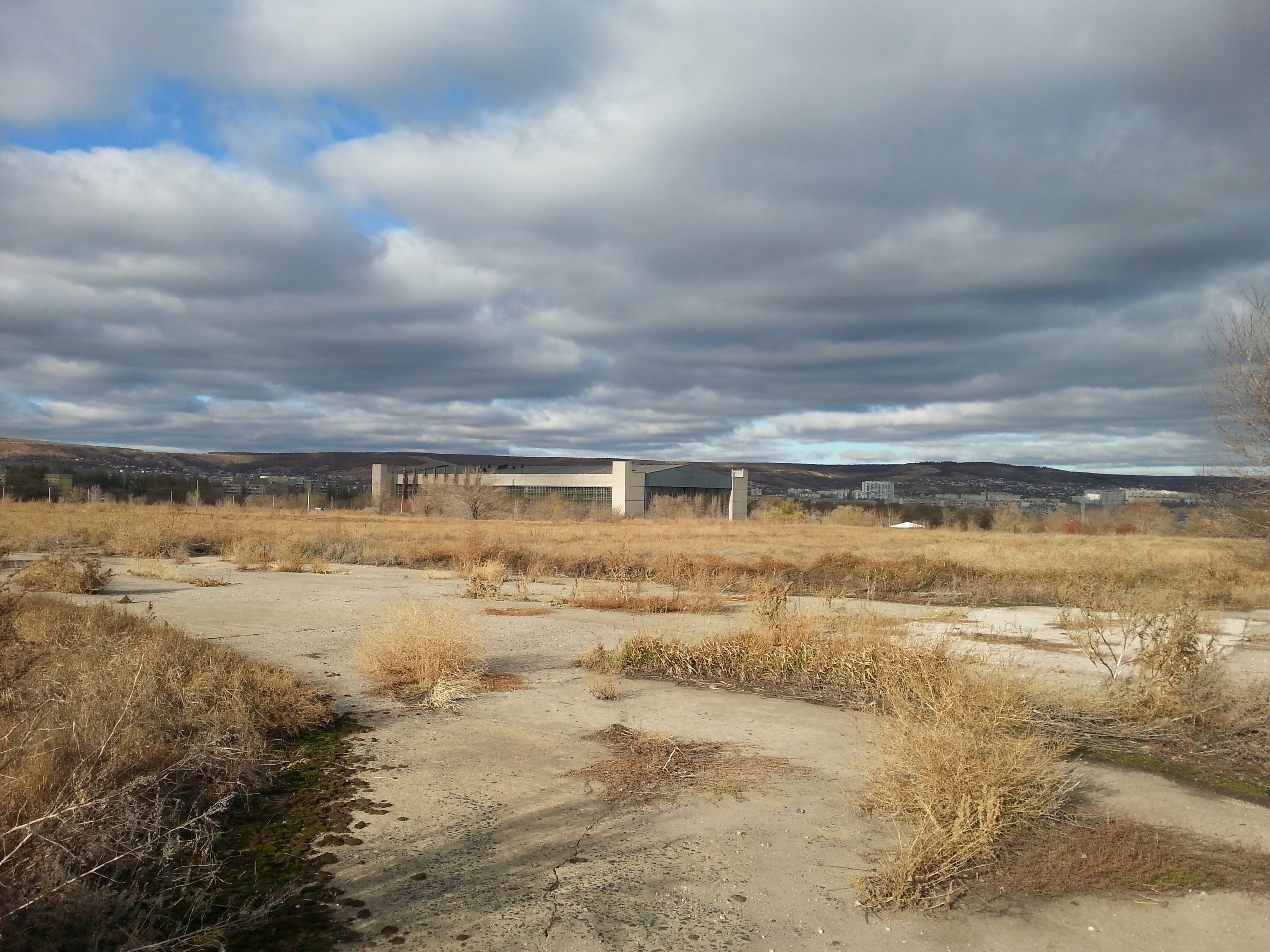
فرودگاه ساراتوف-یوژنی. نمای ساختمان B-6 از مرکز فرودگاه.

فرودگاه سرتو ساوت (به انگلیسی: Saratov South) یک فرودگاه نظامی است که یک باند فرود بتن دارد و طول باند آن ۱۷۲۵ متر است. این فرودگاه در شهر ساراتوف کشور روسیه قرار دارد و در ارتفاع ۸۱ متری از سطح دریا واقع شده است.